# 레너드 홉하우스
레너드 홉하우스(영어: Leonard Hobhouse, 1864년 9월 8일 ~ 1929년 6월 21일)는 영국의 경제학자이자 사회학자이다. 기존의 자유주의를 비판하고 사회자유주의의 시초가 되었다는 평가를 받는다.

## 생애
1864년 잉글랜드 콘월 주 세인트하이브에서 목사인 아버지 레지널드 홉하우스와 어머니 캐럴라인 트렐로니 사이에서 태어났다. 그는 1887년 옥스퍼드 대학교 코퍼스크리스티 칼리지에서 리터라이 후마오레이스(Literae Humaniores)과정을 밟고 졸업하기 전까지 말버러 칼리지에서 공부했으며, 졸업한 뒤에는 연구원으로 옥스퍼드 대학교 머튼 칼리지와 코퍼스크리스티 칼리지에서 활동했다. 1894년 옥스퍼드 대학교 철학 교수로 부임하기도 한 그는, 1897년부터 1907년까지 《가디언》 기자와 무역 연합의 비서로 일했다. 1907년 다시 학문으로 돌아간 홉하우스는 1929년 타계하기 전까지 런던 대학교 경제학부 사회학 교수를 맡았다.

## 경제학
그는 자유를 정부 간섭과 강제가 없는 상태를 뜻하는 소극적 의미의 자유 대신 자아실현 능력(자아실현을 도와주는 자원, 기회)을 뜻하는 적극적 개념으로 이해하면서, 기존 자유주의가 변화된 경제 현실에 적응하지 못하고 개인 생존에 필요한 소득보장제도나 최저임금같은 정부의 재정 지원·개입을 막는 등 자아실현을 재약하는 정부 불개입만을 고수한다면 자유주의 이념은 소멸하고 말 것이라 경고했다.
그의 많은 제자들이 페이비언 사회주의 그룹에 포함되어 있었으며 페이비언 협회를 구성했다. 홉하우스는 생전에 그런 모임에 참석하지 않았음에도 불구하고 수많은 페이비언들의 모범이 되었다.
부동산이나 상속등에서 생기는 불로소득이나 조건없는 복지를 반대했던 홉하우스의 생각이 사회민주주의의 기초가 되었다는 점에서 사민주의 형성에도 기여했다고 생각된다.

## 저서
- 《노동운동》 (Labour Movement 1983년)
- 《정신과 진화》(Mind in Evolution 1901년)
- 《도덕과 진화》(Morals in Evolution 1906년)
- 《자유주의 본질》(Liberalism 1911년)
- 《사회와 진화》(Social Evolution and Political Theory 1913년)